# Tàngara blau-i-daurada
La tàngara blau-i-daurada (Bangsia arcaei) és una espècie d'ocell de la família dels tràupids (Thraupidae).

## Descripció
- Fa uns 16 cm de llarg.
- Cap, coll i zona superior, en general, negrós. Groc per les zones inferiors. Taques blaves a les ales i cua.

## Hàbitat i distribució
Viu a la selva humida de turons, al vessant del Carib de Costa Rica i oest i centre de Panamà.